# القبيصات
قرية القبيصات هي إحدى القرى التابعة لمركز طهطا بمحافظة سوهاج في جمهورية مصر العربية. حسب إحصاءات سنة 2006، بلغ إجمالي السكان في القبيصات 9157 نسمة، منهم 4924 رجل و4233 امرأة.